# Dark Nuns
Dark Nuns o Monjas Oscuras (título original en coreano: 검은 수녀들, también conocida como The Priests 2: Dark Nuns) es una película surcoreana de suspenso sobrenatural estrenada el 24 de enero de 2025. Dirigida por Kwon Hyeok-jae y producida por Zip Cinema, la película es una secuela de The Priests (2015), aunque presenta una narrativa independiente centrada en personajes femeninos. El elenco principal incluye a Song Hye-kyo, Jeon Yeo-been, Lee Jin-wook y Moon Woo-jin.

## Sinopsis
Ambientada en la década de 1980 en un convento aislado en una aldea montañosa de Corea del Sur, la historia sigue a la hermana Junia (Song Hye-kyo), una monja decidida a salvar a Hee-joon (Moon Woo-jin), un niño poseído por un espíritu maligno. A pesar de las restricciones impuestas por la Iglesia, Junia, junto con la hermana Michaela (Jeon Yeo-been), realiza un ritual de exorcismo prohibido para liberar al niño. El padre Paolo (Lee Jin-wook), sacerdote y psiquiatra, propone un enfoque médico, mientras que el padre Andrea (Heo Joon-ho) lleva a cabo un exorcismo tradicional.

## Producción
El rodaje principal se llevó a cabo entre febrero y mayo de 2024. La película fue pre-vendida a 160 países antes de su estreno, incluyendo Indonesia, Taiwán, Mongolia, Filipinas, Australia, Nueva Zelanda, Tailandia, Laos, Estados Unidos, Canadá, Singapur, Malasia y Vietnam.

## Reparto
- Song Hye-kyo como hermana Junia
- Jeon Yeo-been como hermana Michaela
- Lee Jin-wook como padre Paolo
- Moon Woo-jin como Hee-joon
- Heo Joon-ho como padre Andrea
- Kim Gook-hee como Hyo-won
- Shin Jae-hwi como Ae-dong
- Gang Dong-won como diácono Choi (cameo)

## Recepción
En su primera semana, la película recaudó 4 millones de dólares y superó el punto de equilibrio de 1.6 millones de espectadores en su tercera semana . Fue nominada a varios premios en los Baeksang Arts Awards 2025, incluyendo Mejor Actriz (Song Hye-kyo), Mejor Actriz de Reparto (Jeon Yeo-been) y Mejor Actor Revelación (Moon Woo-jin).

## Distribución
Tras su estreno en cines, The Priests 2: Dark Nuns estuvo disponible en plataformas de video bajo demanda como IPTV, Coupang Play, Google Play Store y CineFox a partir del 4 de marzo de 2025.

## Temas y estilo
La película explora temas de fe, ciencia y lo sobrenatural, combinando elementos del catolicismo y el chamanismo coreano. Destaca por su atmósfera inquietante y su enfoque en personajes femeninos fuertes que desafían las normas establecidas para salvar a un niño en peligro.